# Оскар Рейтерсверд

Трикутник Пенроуза

Оскар Рейтерсверд (швед. Oscar Reutersvärd, 29 листопада 1915, Стокгольм, Швеція — 2 лютого 2002, Лунд) — «батько неможливої фігури», шведський художник, який спеціалізувався на зображенні неможливих фігур, тобто таких, які можна зобразити (враховуючи неминучі порушення перспективи при поданні 3-вимірного простору на папері), але неможливо створити. Одна з фігур отримала подальший розвиток як «трикутник Пенроуза» (1934). Творчість Рейтерсверда можна порівняти з творчістю Ешера, однак якщо останній використовував неможливі фігури як «кістяки» для зображення фантастичних світів, то Рейтерсверда цікавили лише фігури як такі. За своє життя Рейтерсверд зобразив близько 2500 фігур в ізометричній проєкції. Книги Рейтерсверда опубліковано багатьма мовами.

## Життєпис
Народився 29 листопада 1915 року в Стокгольмі (Швеція).
Від 1964 року — професор історії і теорії мистецтв в Лундському університеті.
Значний вплив на Рейтерсверда справили 1930 року уроки російського іммігранта професора Петербурзької академії мистецтв Михайла Каца. Першу неможливу фігуру — неможливий трикутник, складений з набору кубиків, створив випадково 1934 року, коли, навчаючись у гімназії, під час уроку малював у підручнику латинської граматики. Надалі за роки творчості намалював понад 2500 різних неможливих фігур. Всі вони виконані в паралельній «японській» перспективі. Є одним з родоначальників напрямку в мистецтві імп-арт (інша назва — імпосибілізм).

## Поштові марки
1980 року шведський уряд випустив серію з трьох поштових марок з картинами художника. Марки вигравіював Чеслав Сланя на основі акварелей Рейтерсверд. Вони перебували в обігу лише близько двох років, після чого були вилучені під час змінення ставки поштової оплати. Невикористані марки шведський уряд знищив. Зараз ці рідкісні марки є об'єктом інтересу колекціонерів.